# Maurizio De Angelis
Maurizio De Angelis (Roma, Italia, 22 de febrero de 1947) es un músico y compositor italiano, hermano de Guido De Angelis.
Maurizio estudió música y se graduó en composición y armonía. 
Se unió a su hermano tocando la guitarra para formar un grupo llamado «Black Stones», que más tarde se rebautizaría con el nombre de «G & M», y que finalmente pasaría a llamarse Oliver Onions.
En el mismo período, comenzó la actividad de músico de sesión para la RCA italiana. 
Así participa en la creación de muchos registros de artistas de esta compañía discográfica. 
Uno de los registros más importantes en los que suena es, sin duda, La vita, amico, è l'arte dell'incontro, realizado en 1969 por Sergio Endrigo, Vinícius de Moraes, donde tiene la oportunidad de tocar junto con el gran guitarrista brasileño Toquinho.